# John Romita Jr.
Pour les articles homonymes, voir Romita.
John Salvatore Romita, dit John Romita Junior, est un dessinateur de comics américain, né le 17 août 1956 à Brooklyn (New York).

## Biographie

### Les débuts
John Romita Jr. est le fils de John Romita Sr., dessinateur de comics. Il naît en 1956 et fait des études de dessin commercial et publicitaire au Farmingdale State College à New York et entre en 1976 chez Marvel en qualité d’assistant de production, terme élégant qui désigne une sorte de grouillot aussi bien chargé de retoucher les planches avant publication que de faire le café.
Après deux années de ce service, il publie sa première histoire Chaos at the coffee bean dans Amazing Spider-Man Annual 11. Ironie du sort, il s’agit précisément du personnage que son père aura si fortement marqué de son empreinte. Avec le recul, il jugera ce travail « épouvantable », ce qui n’empêche pas qu’on lui confie une série régulière : The invincible Iron Man, scénarisée par David Michelinie.
Au moment où il reprend Iron Man, la série est plutôt mal-en-point et usée par une succession de dessinateurs et de scénaristes mal inspirés. Réalisant le crayonné avec l’aide de Bob Layton à l’encrage, il réussit à lui impulser un nouveau souffle en soulignant le caractère technologique des aventures du personnage. Il laisse la série après un dernier épisode remarqué dans lequel on voit le héros se battre contre son alcoolisme et le vaincre.

### Montée en puissance
On le retrouve alors au dessin d’Amazing Spider-Man qu’il assurera quasiment sans interruption de septembre 1980 (no 208) jusqu’en mars 1984 (no 250). Avec l’arrivée au scénario de Roger Stern en 1981, il commence à développer un style plus personnel, dynamisant sa narration en variant davantage les points de vue et développant l’aspect émotionnel grâce à un art bien maîtrisé des physionomies.
De novembre 1983 (no 175) à novembre 1986 (no 211), il reprend l’une des séries phares de Marvel, Uncanny X-Men, avec Dan Green à l’encrage.
En 1986, il participe à l’expérience New Universe initiée par Jim Shooter, le rédacteur en chef de Marvel, consistant à créer des super-héros dont les pouvoirs sont plus réalistes et conformes aux lois de la physique. Il dessine le titre principal Star Brand, scénarisé par Shooter lui-même et encré par Al Williamson. Cette expérience se révélant un échec commercial, il ne réalisera que sept épisodes d’octobre 1986 à avril 1987.

### Daredevil
De janvier 1988 (no 250) à juillet 1990 (no 266), il dessine Daredevil avec Ann Nocenti au scénario et Al Williamson à l’encrage. Les décors urbains et glauques de la série lui conviennent parfaitement et il pousse son intérêt pour elle jusqu'à coscénariser un épisode, le numéro 266, dans lequel il crée le personnage de Blackheart, le fils de Méphisto. En 1987, il participe à un projet de Graphic Novel, scénarisé par Frank Miller, Man without fear, qui sera finalement publié sous forme de mini-série d’octobre 1993 à février 1994 et qui couvrira plus de cent cinquante pages.
Il alterne depuis les séries régulières et les projets plus courts : plusieurs épisodes d’Iron Man (# 258 à 266) sur un scénario de John Byrne ; Ghost Rider/Wolverine/Punisher – Hearts of darkness paru en 1991 qui met en scène trois personnages vedettes de chez Marvel et qui lui permet de faire réapparaître Blackheart ; les huit premiers fascicules de Punisher War Zone en 1992 ; deux numéros de Cable-Blood and Metal toujours en 1992 et Uncanny X-Men à partir de 1993. En 1995, il dessine pour la première fois un personnage de chez DC Comics dans Batman / Punisher : Deadly Knights, puis à nouveau Spider-Man dans Spider-Man : the lost years, une mini-série de trois numéros, et Peter Parker, Spider-Man une nouvelle revue créée par Marvel en 1995.
Depuis, de 1995 à 2004, il a dessiné Spider-Man dans plusieurs titres et, avec le scénariste J. Michael Straczynski, bouleversé l'existence de l'Homme-araignée, en inventant un second personnage doté des mêmes pouvoirs que Spider-Man, Ezekiel, et en révélant l'identité secrète de Peter Parker à Tante May. Durant la même période, il travailla sur Thor, réalisant l'exploit de travailler sur deux titres mensuels en même temps.
Fin 2004, John est revenu à Wolverine avec la saga Ennemi d'État, scénarisée par Mark Millar, dans laquelle le héros aux griffes d'adamantium subit un lavage de cerveau qui le pousse à assassiner les agents du SHIELD de Nick Fury. Après la fin de cette saga, Millar et Romita continuent avec Wolverine : Agent du SHIELD, où Logan est devenu un agent de cette organisation très secrète. Dans le même temps, JR Jr dessine les 6 premiers épisodes de la nouvelle série consacrée à la Panthère Noire, scénarisée par Reginald Hudlin.
En 2005, il crée une mini-série consacrée à The Sentry, scénarisée par Paul Jenkins. Il a également, en fin d'année 2005, illustré, en back-up des titres Ultimate des mois de novembre et décembre, une histoire en 6 parties consacrée à Ultimate Vision, écrite par Mark Millar.
En 2008, John Romita Jr et Mark Millar créent un nouveau Comics Kick-Ass qui raconte l'histoire d'un jeune lycéen qui souhaite devenir super-héros bien qu'il n'a aucune aptitude physique particulière.
En termes de violence, il est classé entre autres dans le même genre que Le Punisher.

## Récompenses
- 2001 : prix Eisner de la meilleure histoire à suivre pour Coming Home, dans Amazing Spider-Man no 30-35 (avec Scott Hanna et J. Michael Straczynski)
- 2003 :  prix Haxtur de la meilleure histoire courte pour The Amazing Spider-Man no 36 (avec J. Michael Straczynski)
- 2025 : Fauve d'honneur du Festival d'Angoulême 2025

## Œuvres

### Trade PaperBack
Aux États-Unis, les éditeurs de comics ont coutume de sortir d'abord leurs histoires en épisodes sous forme de comics mensuels puis de les rééditer des mois plus tard sous forme de 'Trade Paper Back' (TPB) en un seul ensemble. Ces TPB se présentent avec une couverture rigide très dure (dit 'hardcover') ou plus souple (dit 'softcover'), soit glacée, soit mate. Ils sont en vente durant des années. Pour chacun, il peut exister des dizaines de réimpressions au fil des ans, avec souvent des changements de couvertures et des ajouts de contenus (introductions manuscrites des auteurs, planches de dessins originales, etc.). Sont présentées ici les dernières éditions en date.
- Avengers
  - reprint no 35 : Avengers - Assemble (vol. 4)  (ISBN 978-0-7851-2347-7) chez Marvel. 416 pages. (hardcover).
  - reprint Mighty Avengers no 15 : Mighty Avengers - Secret invasion (vol. 1)  (ISBN 978-0-7851-3009-3) chez Marvel. 192 pages. (hardcover). Mighty Avengers - Secret invasion (vol. 1)  (ISBN 978-0-7851-3010-9) chez Marvel. 112 pages. (softcover).
- Black Panther
  - reprint no 1 à 6 : Who is the Black Panther ?  (ISBN 0-7851-1748-2) chez Marvel. 148 pages. (hardcover). Who is the Black Panther ?  (ISBN 978-0-7851-3659-0) chez Marvel. 194 pages. (softcover).
- Cable
  - reprint Cable - Blood & metal no 1 & 2 : Cable - Classic  (ISBN 978-0-7851-3123-6) chez Marvel. 248 pages. (softcover).
- Captain America
  - reprint Fallen son - The death of Captain America no 3 : Fallen son - The death of Captain America  (ISBN 978-0-7851-4128-0) chez Marvel. 128 pages. (hardcover).
- Daredevil
  - reprint no 254 à 263 : Daredevil - Typhoid Mary  (ISBN 0-7851-1041-0) chez Marvel. 210 pages. (softcover).
  - reprint no 265 à 273 : Daredevil - Lone stranger (ISBN 978-0-7851-4452-6) chez Marvel. 216 pages. (softcover).
  - reprint no 257 en noir et blanc : Punisher - Essential (vol. 2)  (ISBN 978-0-7851-2734-5) chez Marvel. + 500 pages.
  - reprint The man without fear no 1 à 5 : Daredevil - The man without fear  (ISBN 978-0-7851-3478-7) chez Marvel. 224 pages. (hardcover). Daredevil - The man without fear  (ISBN 0-7851-0046-6) chez Marvel. 162 pages. (softcover). Daredevil by Frank Miller - Omnibus  (ISBN 978-0-7851-2676-8) chez Marvel. 480 pages. (hardcover).
- Dazzler
  - reprint no 1 : Women of Marvel (vol. 1) chez Marvel. (softcover).
  - reprint no 1 à 3 en noir et blanc : Dazzler - Essential (vol. 1)  (ISBN 0-7851-2695-3) chez Marvel. + 450 pages.
- Eternals
  - reprint no 1 à 7 : Eternals  (ISBN 0-7851-2176-5) chez Marvel. 256 pages. (hardcover). Eternals  (ISBN 978-0-7851-2177-0) chez Marvel. 205 pages. (softcover).
- Fantastic Four
  - reprint The last Fantastic Four story one-shot : Fantastic Four - Lost adventures  (ISBN 978-0-7851-3097-0) chez Marvel. 200 pages. (hardcover). Fantastic Four - Lost adventures  (ISBN 978-0-7851-4047-4) chez Marvel. 200 pages. (softcover).
- Gray Area
  - reprint no 1 à 3 : Gray Area - All of this can be yours  (ISBN 1-58240-485-2) chez Image. 120 pages. (softcover).
- Hulk
  - reprint no 34 : Hulk - The official movie adaptation  (ISBN 0-7851-1155-7) chez Marvel. (softcover).
  - reprint no 34 à 39 : Hulk - Return of the monster  (ISBN 0-7851-0943-9) chez Marvel. 132 pages. (softcover).
  - reprint World War Hulk no 1 à 5 : World War Hulk  (ISBN 978-0-7851-2670-6) chez Marvel. 208 pages. (hardcover). World War Hulk  (ISBN 978-0-7851-2596-9) chez Marvel. 208 pages. (softcover).
  - reprint Peter Parker - Spider-Man no 14 : Hulk vs the Marvel Universe  (ISBN 978-0-7851-3129-8) chez Marvel. 205 pages. (softcover).
- Iron Man
  - reprint no 120 à 128 : Demon in a bottle  (ISBN 978-0-7851-3095-6) chez Marvel. 176 pages. (hardcover). Demon in a bottle  (ISBN 0-7851-2043-2) chez Marvel. 176 pages. (softcover).
  - reprint no 128 : Marvel 70th anniversary collection  (ISBN 978-0-7851-3743-6) chez Marvel. 350 pages. (softcover).
  - reprint no 142 à 144 & 152 à 153 : Many armors of Iron man  (ISBN 978-0-7851-3029-1) chez Marvel. 205 pages. (softcover).
  - reprint no 149 à 150 : Doomquest  (ISBN 978-0-7851-2834-2) chez Marvel. 144 pages. (hardcover).
- Punisher
  - reprint Punisher - War Zone no 1 à 6 : Punisher - War Zone  (ISBN 0-7851-0923-4) chez Marvel. 136 pages. (softcover).
  - reprint Punisher & Batman - Deadly knights one-shot : DC/Marvel crossover classics (vol. 2)  (ISBN 1-56389-399-1) chez Marvel. 224 pages. (softcover).
- Sentry
  - reprint no 1 à 8 : The Sentry - Reborn  (ISBN 0-7851-1707-5) chez Marvel. 184 pages. (softcover).
- Spider-Man
  - reprint Amazing Spider-Man no 30 à 35 : Amazing Spider-Man - Coming home  (ISBN 0-7851-0806-8) chez Marvel. 144 pages. (softcover) .
  - reprint Amazing Spider-Man no 36 à 39 : Amazing Spider-Man - Revelations  (ISBN 0-7851-0877-7) chez Marvel. 144 pages. (softcover) .
  - reprint Amazing Spider-Man no 40 à 45 : Amazing Spider-Man - Until the stars turn cold  (ISBN 0-7851-1075-5) chez Marvel. 144 pages. (softcover) .
  - reprint Amazing Spider-Man no 46 à 50 : Amazing Spider-Man - The life and death of spiders  (ISBN 0-7851-1097-6) chez Marvel. 144 pages. (softcover) .
  - reprint Amazing Spider-Man no 51 à 56 : Amazing Spider-Man - Unintended consequences chez Marvel. 144 pages. (softcover) .
  - reprint Amazing Spider-Man no 57 à 58 & 500 à 502 : Amazing Spider-Man - Happy birthday  (ISBN 0-7851-1343-6) chez Marvel. 136 pages. (softcover) .
  - reprint Amazing Spider-Man no 503 à 508 : Amazing Spider-Man - The book of Ezekiel  (ISBN 0-7851-1525-0) chez Marvel. 144 pages. (softcover) .
  - reprint Amazing Spider-Man no 30 à 45 : Amazing Spider-Man - Ultimate collection (vol. 1)  (ISBN 978-0-7851-3893-8) chez Marvel. 400 pages. (softcover) .
  - reprint Amazing Spider-Man no 46 à 58 & 500 à 502 : Amazing Spider-Man - Ultimate collection (vol. 2)  (ISBN 978-0-7851-3894-5) chez Marvel. 424 pages. (softcover) .
  - reprint Amazing Spider-Man no 30 à 36 : The best of Spider-Man (vol. 1)  (ISBN 978-0-7851-0900-6) chez Marvel. 336 pages. (hardcover) .
  - reprint Amazing Spider-Man no 37 à 45 : The best of Spider-Man (vol. 2)  (ISBN 978-0-7851-1100-9) chez Marvel. 368 pages. (hardcover) .
  - reprint Amazing Spider-Man no 46 à 58 & 500 : The best of Spider-Man (vol. 3)  (ISBN 978-0-7851-1339-3) chez Marvel. 368 pages. (hardcover) .
  - reprint Amazing Spider-Man no 501 à 508 : The best of Spider-Man (vol. 4)  (ISBN 978-0-7851-1827-5) chez Marvel. 368 pages. (hardcover) .
  - reprint Amazing Spider-Man no 568 à 573 : Spider-Man - New ways to die  (ISBN 978-0-7851-3217-2) chez Marvel. 192 pages. (hardcover). Spider-Man - New ways to die  (ISBN 978-0-7851-3244-8) chez Marvel. 192 pages. (softcover).
  - reprint Amazing Spider-Man no 584 à 588 : Spider-Man - Election day  (ISBN 978-0-7851-3395-7) chez Marvel. 216 pages. (hardcover).
  - reprint Amazing Spider-Man no 600 : Spider-Man - Died in your arms tonight  (ISBN 978-0-7851-4459-5) chez Marvel. 200 pages. (hardcover).
  - reprint Amazing Spider-Man no 226 & 227 : Amazing Spider-Man vs the Black Cat  (ISBN 0-7851-1559-5) chez Marvel. 128 pages. (softcover).
  - reprint Amazing Spider-Man no 208 et 210 en noir et blanc : Amazing Spider-Man - Essential (vol. 9)  (ISBN 978-0-7851-3074-1) chez Marvel. + 500 pages.
  - reprint Spectacular Spider-Man no 50 : Marvel visionaries - Roger Stern  (ISBN 0-7851-2710-0) chez Marvel. 256 pages. (softcover).
  - reprint Spectacular Spider-Man no 39 et 50 en noir et blanc : Peter Parker, the spectacular Spider-Man - Essential (vol. 2)  (ISBN 0-7851-2042-4) chez Marvel. + 500 pages.
- Star Brand
  - reprint no 1 à 7 : Star Brand - Classic  (ISBN 0-7851-2352-0) chez Marvel. 176 pages. (softcover).
- Thor
  - reprint no 1 à 8 & Amazing Spider-Man no 2 : The Mighty Thor (vol. 1)  (ISBN 978-0-7851-3749-8) chez Marvel. 240 pages. (softcover).
  - reprint no 9 à 13 : The Mighty Thor (vol. 2)  (ISBN 978-0-7851-4632-2) chez Marvel. 184 pages. (softcover).
- Vision
  - reprint Ultimate Vision no 0 : Ultimate Vision  (ISBN 978-0-7851-2173-2) chez Marvel. 170 pages. (softcover).
- Wolverine
  - reprint no 20 à 25 : Wolverine - Enemy of the state (vol. 1)  (ISBN 0-7851-1815-2) chez Marvel. 144 pages. (hardcover). Wolverine - Enemy of the state (vol. 1)  (ISBN 0-7851-1492-0) chez Marvel. 144 pages. (softcover).
  - reprint no 26 à 30 : Wolverine - Enemy of the state (vol. 2)  (ISBN 0-7851-1926-4) chez Marvel. 144 pages. (hardcover). Wolverine - Enemy of the state (vol. 2)  (ISBN 0-7851-1627-3) chez Marvel. 144 pages. (softcover).
  - reprint no 20 à 30 : Wolverine - Enemy of the state (Ultimate Collection)  (ISBN 0-7851-2206-0) chez Marvel. 352 pages. (hardcover). Wolverine - Enemy of the state (Ultimate Collection)  (ISBN 978-0-7851-3301-8) chez Marvel. 332 pages. (softcover).
- X-Men
  - reprint no 182 : Women of Marvel (vol. 1) chez Marvel. (softcover).
  - reprint no 189 : Women of Marvel (vol. 2)  (ISBN 0-7851-2708-9) chez Marvel. 222 pages. (softcover).
  - reprint no 196 & 202 à 203 : Secret Wars II - Omnibus  (ISBN 978-0-7851-3658-3) chez Marvel. 1168 pages. (hardcover).
  - reprint no 210 & 211 : X-Men - Mutant massacre  (ISBN 0-7851-0224-8) (OCLC 36336617) chez Marvel. 256 pages. (softcover).
  - reprint no 175 à 179 en noir et blanc : X-Men - Essential (vol. 4)  (ISBN 0-7851-0775-4) chez Marvel. + 400 pages.
  - reprint no 180 à 198 en noir et blanc : X-Men - Essential (vol. 5)  (ISBN 0-7851-2692-9) chez Marvel. 632 pages.
  - reprint no 199 à 213 en noir et blanc : X-Men - Essential (vol. 6)  (ISBN 0-7851-1727-X) chez Marvel. 656 pages.
  - reprint Annual no 4 : Marvel Masterworks - X-Men (vol. 5)  (ISBN 0-7851-1698-2) chez Marvel. 304 pages. (hardcover). X-Men - Days of future past  (ISBN 0-7851-1560-9) chez Marvel. 184 pages. (softcover).
  - reprint Annual no 4 en noir et blanc : X-Men - Essential (vol. 3)  (ISBN 0-7851-0661-8) chez Marvel. + 400 pages.
  - reprint X-Men - Legacy no 208 : X-Men Legacy - United he stands  (ISBN 978-0-7851-3000-0) chez Marvel. 120 pages. (hardcover). X-Men Legacy - United he stands  (ISBN 978-0-7851-3001-7) chez Marvel. 120 pages. (softcover).
- Divers
  - reprint Amazing Spider-Man no 229 & 230 & 36 & Annual no 11 et Iron Man no 128 & 256 et Hulk no 25 & 34 et Uncanny X-Men no 183 & 309 et Star Brand no 1 et Daredevil no 253 et The man without fear no 1 & 2 et Punisher - War Zone no 1 : Marvel visionaries - John Romita Jr  (ISBN 0-7851-1964-7) chez Marvel. 360 pages. (hardcover).

### Publications françaises
- Black Panther
  - reprint no 1 à 6 : Qui est la Panthère Noire ?  (ISBN 2-8453-8597-8) dans la collection « 100 % Marvel » chez Panini comics. 138 pages.

- Daredevil
  - Daredevil - L'homme sans peur  (ISBN 2-912320-00-3) chez Bethy. 160 pages.

- Eternals
  - reprint no 1 à 4 : Les Eternels - Dessein intelligent  (ISBN 978-2-8094-0069-4) dans la collection « 100 % Marvel » chez Panini comics. 128 pages.
  - reprint no 5 à 7 : Les Eternels - La fin du voyage  (ISBN 978-2-8094-0138-7) dans la collection « 100 % Marvel » chez Panini comics. 104 pages.

- Gray Area
  - reprint no 1 à 3 : Zone d'ombre  (ISBN 2-84789-781-X) chez Delcourt. 102 pages.

- Hulk
  - reprint no 24 à 28 : Hulk - Descente aux enfers  (ISBN 2-7434-5840-2) dans la collection « Best sellers » chez Maxi-Livres. 209 pages.

- Iron Man
  - Le Diable en bouteille  (ISBN 978-2-80940-266-7) (BNF 41250623) dans la collection « Best of Marvel » chez Marvel France. 168 pages.

- Spider-Man
  - reprint Amazing Spider-Man no 30 à 32 : Spider-Man - Vocation  (ISBN 2-84538-351-7) dans la collection « Marvel Premium » chez Marvel France. 69 pages.
  - reprint Amazing Spider-Man no 33 à 35 : Spider-Man - Fusion  (ISBN 2-84538-392-4) dans la collection « Marvel Premium » chez Marvel France. 69 pages.
  - reprint Amazing Spider-Man no 37 à 39 : Spider-Man - Conversation  (ISBN 2-84538-478-5) dans la collection « Marvel Premium » chez Marvel France. 69 pages.
  - reprint Amazing Spider-Man no 40 à 42 : Spider-Man - Confession  (ISBN 2-84538-571-4) dans la collection « Marvel Premium » chez Marvel France. 66 pages.
  - reprint Amazing Spider-Man no 43 à 45 : Spider-Man - Un amour éternel  (ISBN 2-84538-666-4) dans la collection « Marvel Premium » chez Marvel France. 66 pages.
  - reprint Spider-Man no 76 à 79 : Spider-Man - L'étreinte du vampire  (ISBN 2-84538-000-3) dans la collection « 100 % Marvel » chez Marvel France. 90 pages.
  - reprint Spider-Man no 80 à 83 : Spider-Man - Vertigo  (ISBN 2-84538-004-6) dans la collection « 100 % Marvel » chez Marvel France. 89 pages.
  - reprint Spider-Man no 84 à 87 : Spider-Man - Menus mensonges  (ISBN 2-84538-012-7) dans la collection « 100 % Marvel » chez Marvel France. 83 pages.
  - reprint Spider-Man no 1 à 10 & Thor no 8 : Spider-Man - Les ombres du passé  (ISBN 2-7434-4729-X) dans la collection « Best-sellers » chez Maxi-Livres.
  - reprint Spider-Man no 11 & 12 : Spider-Man - Les sinister six  (ISBN 2-7434-5839-9) dans la collection « Best-sellers » chez Maxi-Livres.
  - reprint Spider-Man - The lost years no 1 à 3 : Spider-Man - Frères ennemis  (ISBN 2-912320-23-2) dans la collection « Comics culture » chez Bethy. 76 pages.

- Thor
  - reprint no 1 à 7 et 9 à 12 : Thor - À la recherche des dieux  (ISBN 2-7434-5631-0) dans la collection « Best sellers » chez Maxi-Livres. 283 pages.

- Wolverine
  - Wolverine - Ennemi d'État  (ISBN 978-2-8094-0363-3) dans la collection « Marvel Deluxe » chez Marvel Panini France. 320 pages.
  - reprint Wolverine, Punisher, Ghost Rider - Hearts of darkness one shot : Wolverine - Aux cœurs des ténèbres  (ISBN 2-912320-10-0) chez Betty. 96 pages.

- X-Men
  - reprint no 175 & 176 : X-Men - L'intégrale 1983  (ISBN 2-84538-477-7) chez Panini comics. 308 pages.
  - reprint no 177 à 188 : X-Men - L'intégrale 1984  (ISBN 2-84538-549-8) chez Panini comics. 292 pages.
  - reprint no 189 à 198 : X-Men - L'intégrale 1985 (vol. 1)  (ISBN 2-84538-684-2) chez Panini comics. 304 pages.
  - reprint no 199 & 200 : X-Men - L'intégrale 1985 (vol. 2)  (ISBN 978-2-84538-883-3) chez Panini comics. 278 pages.
  - reprint no 202 à 208 : X-Men - L'intégrale 1986 (vol. 1)  (ISBN 978-2-84538-998-4) chez Panini comics. 340 pages.
  - reprint no 209 à 211 : X-Men - L'intégrale 1986 (vol. 2)  (ISBN 978-2-8094-0185-1) chez Panini comics. 256 pages.
  - X-Men - L'intégrale 1981  (ISBN 2-84538-293-6) chez Panini comics. 324 pages.